# Pterodroma solandri
Pterodroma solandri е вид птица от семейство Procellariidae. Видът е световно застрашен, със статут Уязвим.

## Разпространение
Видът е разпространен в Американска Самоа, Австралия, Малки далечни острови на САЩ, Нова Каледония, Норфолк, Острови Кук, Палау, САЩ и Уолис и Футуна.